# Jack Dalrymple
John "Jack" Stewart Dalrymple, III (Minneapolis, 16 de outubro de 1948) é um político e empresário dos Estados Unidos. Ele é o 32º e atual governador da Dakota do Norte. Dalrymple foi eleito para a Câmara de Dakota do Norte em 1984, onde foi membro até 2000, quando foi eleito vice-governador. Em novembro de 2010, o então governador John Hoeven foi eleito para o Senado, passando o cargo de governador para Dalrymple em 7 de dezembro de 2010. Em 2012, Dalrymple foi reeleito para um mandato completo como governador da Dakota do Norte.